# Rabia Soytürk
Rabia Soytürk (Estambul, 26 de enero de 1999) es una actriz turca.

## Biografía
Nacida en 1999 en Estambul (Turquía) y originaria de Trebisonda, Rabia Soytürk, tras completar su educación primaria y secundaria, decidió matricularse en el departamento de enfermería de la facultad de salud, donde obtuvo su licenciatura. Más tarde, siguiendo su interés por la actuación, estudió teatro en el Centro Cultural Sadri Alışık. En 2018, debutó en la pantalla chica con el papel de Gülcan en la serie de televisión Çukurdakiler. Ese mismo año, interpretó el papel de Süveyda en la serie Şahsiyet. En 2018 y 2019, consiguió el papel de Selen Alkiliç en la serie Gülperi.
En 2019 debutó en el cine con el papel de Aslı en la película Özgür Dünya dirigida por Şevki Es y Faruk Aksoy. Del 2019 al 2021 formó parte del elenco de la serie Benim Adım Melek, interpretando el papel de Defne Yıldırım.  En 2021 y 2022, interpretó el papel de Karaca Hatun en la serie Alparslan: Büyük Selçuklu. En 2022, fue elegida para interpretar el papel del protagonista Ekim Güleryüz en la serie para adolescentes Duy Beni. Al año siguiente, en 2023, interpretó el papel de Aslı Yıldız en la serie Veda Mektubu y fue el rostro de la marca New Well. En 2024, originó el personaje de Aslım Gencer en la serie Kör Nokta, seguido en 2025 por el papel de Aslı en la serie Aşk Sarmalı.

## Filmografía

### Cine
| Año  | Título      | Personaje | Director               |
| ---- | ----------- | --------- | ---------------------- |
| 2019 | Özgür Dünya | Aslı      | Şevki Es y Faruk Aksoy |

### Televisión
| Año       | Título                    | Personaje      | Cadeña      | Notas        |
| --------- | ------------------------- | -------------- | ----------- | ------------ |
| 2018      | Çukurdakiler              | Gülcan         | Show TV     | 1 episodio   |
| 2018      | Şahsiyet                  | Süveyda        | puhutv      | 12 episodios |
| 2018-2019 | Gülperi                   | Selen          | Show TV     | 18 episodios |
| 2019-2021 | Benim Adım Melek          | Defne Yıldırım | TRT 1       | 66 episodios |
| 2021-2022 | Alparslan: Büyük Selçuklu | Karaca Hatun   | TRT 1       | 24 episodios |
| 2022      | Duy Beni                  | Ekim Güleryüz  | Star TV     | 20 episodios |
| 2023      | Veda Mektubu              | Aslı Yıldız    | Kanal D     | 24 episodios |
| 2024      | Kör Nokta                 | Aslım Gencer   | ATV         | 4 episodios  |
| 2025      | Aşk Sarmalı               | Defne          | Prime Video | ¿? episodios |

## Comerciales
| Año  | Título   |
| ---- | -------- |
| 2023 | New Well |

## Premios y reconocimientos
| Año  | Premio                | Categoría                  | Trabajo  | Resultado | Notas           |
| ---- | --------------------- | -------------------------- | -------- | --------- | --------------- |
| 2022 | Premios Altın Kelebek | Mejor actriz               | Duy Beni | Nominada  | [ 26 ] [ 27 ]   |
| 2022 | Premios Altın Kelebek | Mejor pareja de televisión | Duy Beni | Nominada  | Con Caner Topçu |